# Bożenna Golankiewicz
Bożenna Katarzyna Golankiewicz (zm. 30 marca 2019) – polska profesor nauk chemicznych, pracownik naukowy Instytutu Chemii Bioorganicznej PAN, w którym przez wiele lat pełniła funkcję zastępcy dyrektora do spraw naukowych, a także była założycielką i kierownikiem Pracowni Chemii Nukleozydów. Specjalizowała się w chemii organicznejchemii bioorganicznej, a zwłaszcza chemii nukleozydów.

## Życiorys
Stopień doktora habilitowanego nauk chemicznych uzyskała w 1972 r. w Instytucie Chemii Organicznej PAN na podstawie pracy pt. Częściowo uwodornione alkaloidy chinowe w badaniach specyfiki dehydrogenacyjnej octanu rtęciowego. W 1986 r. nadano jej tytuł profesora nauk chemicznych. Jest współautorką 75 artykułów naukowych w czasopismach z bazy Journal Citation Reports, a jej indeks Hirscha wynosi 18. Wypromowała 4 doktorów, m.in. prof. dr. hab. Tomasza Goślińskiego i dr. hab. Tomasza Ostrowskiego, a z jej zakładu wywodzi się prof. Jerzy Boryski.  Zmarła w 2019 r., została pochowana w Kiekrzu.

### Odznaczenia
- 2000 – Krzyż Oficerski Orderu Odrodzenia Polski[7]